# Beita
Beita (àrab: بيتا, Baytā) és un municipi palestí de la governació de Nablus, a Cisjordània, al nord de la vall del Jordà, 13 kilòmetres al sud-est de Nablus. Segons l'Oficina Central Palestina d'Estadístiques tenia 9.709 habitants en 2007.
Es compon de cinc clans que es ramifiquen a trenta famílies. Hi ha moltes cases que daten de l'època romana. L'actual alcalde, elegit en 2004, és Arab ash-Shurafa.
La vila conté quatre mesquites i tres clíniques.

## Història
Hi ha dos centres històrics a Beita; Beita el-Fauqa ("Beita alta") al nord-est i Beita et-Tatha ("Beita baixa") al sud-oest. A Beita el-Fauqa s'hi ha trobat terrissa de l'edat de ferro, persa i mameluc, mentre que a Beita et-Tatha també n'hi ha de romana i romana d'Orient.
Beita fou incorporada a l'Imperi Otomà en 1517 amb tota Palestina, i tant a Beita el-Fauqa com a Beita et-Tatha s'hi ha trobat terrissa otomana.
En 1596 Beita apareix als registres fiscals com a part de la nàhiya de Jabal Qubal del liwà de Nablus. Tenia una població de 50 llars, totes musulmanes. Els vilatans pagaven impostos sobre el blat, l'ordi, els cultius d'estiu, les oliveres, els ingressos ocasionals, cabres i ruscs, i la premsa d'olives o de raïm.
En 1838, Edward Robinson va descriure Beita com una "vila gran", mentre que en 1882 el Survey of Western Palestine del Fons per a l'Exploració de Palestina la descriu com «un poble gran, amb una mena de suburbi al sud, prop del qual hi ha tombes antigues. Se subministra per mitjà de pous, i és envoltada d'oliveres. Es troba en els pujols a l'est de la plana de Mukhnah, i és la capital del districte del mateix nom.»
En el cens de Palestina de 1922 organitzat per les autoritats del Mandat Britànic de Palestina, Beita tenia 883, tots musulmans, que havia augmentat en el cens de 1931 a 1,194, tots musulmans, en 286 cases.
En 1945 Beita tenia 1.580 habitants, tots àrabs, amb 17,542 dúnams de terra, segons un cens oficial de terra i de població. D'aquests, 5,666 dúnams eren terra de plantacions i de rec, 6,916 per cereals, mentre que 76 dúnams eren sòl edificat.
Després de la de la Guerra araboisraeliana de 1948, i després dels acords d'Armistici de 1949, Beita va restar en mans de Jordània. El 1952, Beita va obrir una escola primària (abans s'ensenyava a les mesquites), que va servir a la ciutat i pobles dels voltants. El 1954 es va obrir una escola primària per a nenes i des d'aleshores s'han construït unes altres quatre escoles, incloses dues escoles secundàries.
Després de la Guerra dels Sis Dies el 1967, ha estat sota ocupació israeliana. El municipi es considera un feu de Fatah, però a les eleccions de 2004 fou escollit alcalde Arab ash-Shurafa, membre de Hamàs. Shurafa fou arrestat per les Forces de Defensa d'Israel, amb l'alcalde de Nablus, Adly Yaish i el Ministre d'Educació de l'Autoritat Nacional Palestina Nasser al-Shaer en 2006 per la seva militància en Hamàs.